# Meet the Woo
Meet the Woo (vagy Meet the Woo, Vol. 1) Pop Smoke amerikai rapper debütáló mixtape-e, amely 2019. július 26-án jelent meg a Victor Victor Worldwide és a Republic Records kiadókon keresztül. A lemez műfaja drill és grime, a dalok nagy részét Pop Smoke szerezte, 808Melo brit producer segítségével. A produceri munkát az utóbbi, Rico Beats és Yoz Beats végezte.
A mixtape-et méltatták a zenekritikusok, főként kiemelve, hogy a Meet the Woo mainstream szintre emelte a drill műfaját. 2019-ben és 2020-ban három kislemez jelent meg a projektről. A Welcome to the Party sláger lett New Yorkban és megjelent két remixe is, Nicki Minaj, illetve Skepta közreműködésével. Miután Pop Smoke 20 éves korában meghalt, a mixtape harmadik kislemeze, a Dior, az előadó első Billboard Hot 100-slágere, a lista 22. helyén.
A Meet the Woo 173. helyen debütált a Billboard 200-on, a rapper első projektje, ami szerepelt a listán. Halála után a mixtape a 105. helyet is elérte a slágerlistán. Az Egyesült Államokon kívül sikeresebb volt, mind Dániában, Hollandiában és Svédországban is az albumlisták első ötven helyén szerepelt. 2022-ben a Rolling Stone magazin Minden idők 200 legjobb hiphopalbuma listáján a 192. helyre helyezte.

## Háttér
Pop Smoke zenei karrierje 2018-ban kezdődött, mikor meglátogatott egy brooklyni stúdiót Jay Gwuapóval. Miután Gwuapo elkezdett drogozni, azok hatása miatt elaludt és Pop Smoke bement a stúdió egyik fülkéjébe, hogy életében először rappeljen. 808MeloBeats brit producer egyik zenei alapját használta fel, amit annak YouTube-csatornáján talált. A dal, amit felvett Sheff G amerikai rapper Panic Part 3 2017-es kislemezének egy remixelt verziója volt, Mpr (Panic Part 3 Remix) címen. 2019 áprilisában Pop Smoke összebarátkozott Rico Beats producerrel, aki ismerte Steven Victor lemezkiadó-igazgatót. Hárman összeültek egy interjúra, amelynek következtében Victor leszerződtette a rappert Victor Victor Worldwide kiadójához, amely a Universal Music leányvállalata. 2019. április 23-án jelent meg az első kislemez, a Welcome to the Party. A dal nagy sikert aratott New Yorkban, több millió megtekintést szerzett YouTube-on. Egy interjúban Pop Smoke elmondta, hogy a Welcome to the Party zenei alapját a videómegosztó platformon találta. Pop Smoke és 808Melo a mixtape nagy részét New Yorkban és Londonban vette fel. 2019. július 15-én jelentették be a Meet the Woo megjelenésének dátumát. 2019. július 26-án jelent meg a Victor Victor Worldwide és a Republic Records kiadókon keresztül. 2019. szeptember 13-án megjelent egy deluxe kiadása, a Welcome to the Party két remixével.
2020. január 29-én Pop Smoke bejelentette debütáló turnéját Meet the Woo Tour néven. Ugyanezen a napon kiadták az észak-amerikai dátumokat is, mielőtt februárban ezt meghosszabbították volna koncertekkel az Egyesült Királyságban. Márciusban kezdődött volna és áprilisban ért volna véget. 2020. február 19-én négy férfi betört Pop Smoke házába, hogy kirabolják, majd miután ez nem sikerült a tervek szerint, lelőtték a rappert, aki belehalt sérüléseibe, mindössze 20 évesen. A gyilkosa egy 15 éves férfi volt, aki háromszor mellkasba lőtte Jacksont, miután összeverekedtek egy gyémántokkal kirakott miatt. A Cedars-Sinai Medical Centerbe vitték az előadót, ahol egy mellkasi műtéttel megpróbálták megmenteni az életét, de néhány órával később meghalt.

## Zene és szöveg
Aron A. (HotNewHipHop) megemlítette, hogy Rico Beats és 808MeloBeats „összehoznak elemeket a grime és a drill műfajokból, hogy egy ténylegesen egyedülálló stílust hozzanak létre, amely rá van szabva Pop Smoke-ra.” Danny Schwartz (Rolling Stone) azt írta, hogy a mixtape „bemutatta New York City hagyományos harsány, tapasztalt melodrámáit a Chicago drill militáns hangulatán és a London drill bágyadt, kísérteties produceri munkáin keresztül.” DeMicia Inman (Def Pen) kiemelte az album első dalát: „a Meet the Woo gyors, ritmikus versszakokkal rendelkezik, amelyen a tiszta, mély hang teljesen eltér a jelenleg népszerű melodikus raptől.” Pop Smoke azt mondta a Genius-nak, hogy a Welcome to the Party nem lányokról szólt, hanem az utcai életről és a gangekről. A negyedik dal, a Better Have Your Gun során Pop Smoke egy „ignoráns hencegőből” egy „játékos gonosszá” alakul át, designer márkákról rappelve.
Alphonse Pierre (Pitchfork) megjegyezte, hogy Pop Smoke hangja a Scenario dalon „szívszaggató és méltó egy Marvel-szupergonoszhoz,” míg a zenei alap egy „szellemjárta vidámpark.” A Dior egy drill és hiphop stílusú dal, amely szövege főként nőkkel való flörtölésről és designer ruhákról szól. David Crone (AllMusic) véleménye szerint a Feeling „giccses” hangokkal rendelkezik, de inkább „lomha és nehézkes”, mint „hatásos.” A PTSD-n Pop Smoke rappelés helyet inkább beszél. Megemlíti többek között, hogy hét évvel az után, hogy egy gyerek megütött, végre bosszút tudott állni rajta, hogy nem megy klubokba 25 ezer dollárnál kevesebb pénzzel és, hogy mennyire szereti a designer ruhákat. Dhruva Balram (NME) viszont kiemelte, hogy a dal fő pontja az az, mikor a rapper arról a traumáról beszél, amely „gyerekkorában érte,” míg Michael Saponara, a Billboard szerzője ehhez hasonlóan megemlítette, hogy a dal a „rapper által szenvedett poszttraumás stressz zavarról szól, amely Brooklynban töltött gyerekkora miatt éri.” Crone ezek mellett beszélt arról is, hogy úgy tűnik, hogy Pop Smoke „otthon érzi magát” a Brother Man dalon, annak ellenére, hogy a dalszerzés minősége gyakran cserbenhagyja.

## Számlista
| Meet the Woo | Meet the Woo         | Meet the Woo                       | Meet the Woo            | Meet the Woo | Meet the Woo | Meet the Woo | Meet the Woo | Meet the Woo | Meet the Woo |
|              | Cím                  | Szerző(k)                          | Producer(ek)            | Hossz        |              |              |              |              |              |
| ------------ | -------------------- | ---------------------------------- | ----------------------- | ------------ | ------------ | ------------ | ------------ | ------------ | ------------ |
| 1.           | Meet the Woo         | Bashar Jackson Andre Loblack       | 808MeloBeats            | 2:01         |              |              |              |              |              |
| 2.           | Welcome to the Party | Jackson Loblack                    | 808MeloBeats            | 3:35         |              |              |              |              |              |
| 3.           | Hawk Em              | Jackson Loblack                    | 808MeloBeats            | 1:59         |              |              |              |              |              |
| 4.           | Better Have Your Gun | Jackson Loblack                    | 808MeloBeats Yoz Beats  | 3:20         |              |              |              |              |              |
| 5.           | Scenario             | Jackson Loblack                    | 808MeloBeats            | 4:02         |              |              |              |              |              |
| 6.           | Dior                 | Jackson Loblack                    | 808MeloBeats            | 3:36         |              |              |              |              |              |
| 7.           | Feeling              | Jackson Loblack Ricardo Lamarre    | 808MeloBeats Rico Beats | 2:41         |              |              |              |              |              |
| 8.           | PTSD                 | Jackson Bartosz Welka Marcin Gerek | Rico Beats              | 3:20         |              |              |              |              |              |
| 9.           | Brother Man          | Jackson Loblack Lamarre            | 808MeloBeats Rico Beats | 3:03         |              |              |              |              |              |
| 27:37        |                      |                                    |                         |              |              |              |              |              |              |

| Deluxe edition (bónuszdalok) | Deluxe edition (bónuszdalok)                               | Deluxe edition (bónuszdalok)   | Deluxe edition (bónuszdalok) | Deluxe edition (bónuszdalok) | Deluxe edition (bónuszdalok) | Deluxe edition (bónuszdalok) | Deluxe edition (bónuszdalok) | Deluxe edition (bónuszdalok) | Deluxe edition (bónuszdalok) |
|                              | Cím                                                        | Szerző(k)                      | Producer(ek)                 | Hossz                        |                              |                              |                              |                              |                              |
| ---------------------------- | ---------------------------------------------------------- | ------------------------------ | ---------------------------- | ---------------------------- | ---------------------------- | ---------------------------- | ---------------------------- | ---------------------------- | ---------------------------- |
| 10.                          | Welcome to the Party (Remix; Nicki Minaj közreműködésével) | Jackson Loblack Onika Maraj    | 808MeloBeats                 | 3:01                         |                              |                              |                              |                              |                              |
| 11.                          | Welcome to the Party (Remix; Skepta közreműködésével)      | Jackson Loblack Joseph Adenuga | 808MeloBeats                 | 3:35                         |                              |                              |                              |                              |                              |
| 34:13                        |                                                            |                                |                              |                              |                              |                              |                              |                              |                              |

## Közreműködő előadók
| - Pop Smoke – vokál - 808MeloBeats – programozás (1–6, 9–11) - Rico Beats – programozás (7–9) - Yosief Tafari – további vokál (4) - Jaycen Joshua – keverés - Colin Leonard – maszterelési hangmérnök (10, 11) - Dom Martin – felvételi hangmérnök (1, 2, 10, 11) | - Yung Ave – felvételi hangmérnök (3–6, 8, 9) - Vic Wainstein – felvételi hangmérnök (4, 6, 8) - Christopher Ulrich – felvételi hangmérnök (7, 8) - John Muller – engineer (2) - DJ Riggins – asszisztens keverő (3–7, 9, 10) - Jacob Richards – asszisztens keverő (3–7, 9, 10) - Mike Seaberg – asszisztens keverő (3–7, 9, 10) |

## Slágerlisták
| Slágerlista (2019–2020)              | Legmagasabb pozíció |
| ------------------------------------ | ------------------- |
| Belga albumlista (Ultratop Flanders) | 158                 |
| Dán albumlista (Hitlisten)           | 31                  |
| Francia albumlista (SNEP)            | 123                 |
| Holland albumlista (Album Top 100)   | 49                  |
| Kanadai albumlista (Billboard)       | 98                  |
| Svéd albumlista (Sverigetopplistan)  | 27                  |
| US Billboard 200                     | 105                 |

| Slágerlista (2020)                  | Pozíció |
| ----------------------------------- | ------- |
| Dán albumlista (Hitlisten)          | 80      |
| Svéd albumlista (Sverigetopplistan) | 71      |

## Minősítések
| Régió                | Minősítés  | Példányszám |
| -------------------- | ---------- | ----------- |
| Dánia (IFPI Danmark) | Aranylemez | 10 000      |